# Copa Competencia 1908 (Uruguay)
La Zona Uruguaya de la Copa Competencia comenzó a disputarse por separado a partir de 1907, hasta 1906 se disputaba la llave uruguaya en el marco de la Copa Competencia Argentina.

## Sistema de disputa
Al ser 9 clubes los que disputaban la Primera División de la temporada se partió de una Primera Ronda de 4 llaves eliminatorias emparejando a 8 equipos (series A, B, C y D) y el restante por sorteo avanzaba de forma directa a la siguiente instancia, luego en la Segunda Ronda, de los 5 equipos en carrera 4 se emparejaban en 2 llaves (series F y G) y un quinto avanzaba a semifinales de forma directa. En la llave semifinal se enfrentaban unos de los ganadores de las 2 llaves (el otro avanzaba a la final) con el equipo que había avanzado anteriormente sin jugar.

## Equipos participantes
Con la deserción de Intrépido Football Club, fueron 9 los equipos que participaron.
| Club                       |
| -------------------------- |
| Albion F. C.               |
| Bristol F. C.              |
| CURCC                      |
| Dublin F. C.               |
| French F. C.               |
| C. A. Montevideo           |
| C. Nacional de F.          |
| River Plate F. C.          |
| Montevideo Wanderers F. C. |

## Desarrollo y Resultados

### Primera Ronda

#### Serie A
| 28 de junio de 1908 | Dublin | 1:1 | Bristol | Gran Parque Central, Montevideo |  |

| Integraciones |
| --- |
| Dublin F. C.: Otero, Carrau, Crocker, Montecoral, Zanezzi, Amado, Barbat, Brachi, Montero, Costa, Molinari.                             |
| Bristol F. C.: Cavalloti, Felfort, Formosa, Márquez, Elzaurdía, Delgado, Lacueva, R. Elzaurdía, D. Del Campo, A. Delgado, H. Del Campo. |

#### Desempate
| 5 de julio de 1908 | Bristol | 3:2 | Dublin | Gran Parque Central, Montevideo |  |

| Integraciones |
| --- |
| Bristol F. C.: Cavalloti, Felfort, Formosa, Márquez, Elzaurdía, Delgado, Lacueva, R. Elzaurdía, D. Del Campo, A. Delgado, H. Del Campo. |
| Dublin F. C.: Otero, Carrau, Crócker, Montecoral, Zanezzi, Amado, Barbat, Brachi, Montero, Costa, Molinari.                             |

#### Serie B
| 5 de julio de 1908 | Nacional        | 2:1 | French   | Field de Villa Peñarol, Montevideo |  |
|                    | Alberto Canturi |     | Carrasco |                                    |  |

| Integraciones |
| --- |
| Nacional: Santiago Demarchi, Marcos Frommel, Aníbal Zapicán Falco, Julián González Suero, Luis Carbone, José Pedro Zuazú, Alejandro Cordero, Walter Friedrich, Camilo Asp, Alberto Canturi, José Pedro Urrestarazú. |
| French: Guidotti, Cazenave, Mazzini, Marini, Sanjurjo, Moreau, Brea, Carrasco, Bertone, Landoni, Baruffa. |

#### Serie C
| 29 de junio de 1908 | Montevideo Wanderers | 4:1 | Montevideo | Gran Parque Central, Montevideo |  |
|                     |                      |     |            | Árbitro(s): Assiain             |  |

| Integraciones |
| --- |
| M. Wanderers: Saporiti, Aphesteguy, Bertone, Piñeyro, Branda, Parravicini, Raymonda, Rebagliatti, Gallinal, Zumarán, Marquizio. |
| Montevideo: Cocky, Fernández, Bastos, Altamirano, Allende, Azarola, Strauch, Barriola, Casaravilla, Sardesson, González.        |

#### Serie D
| 29 de junio de 1908 | Albion | 5:2 | River Plate | Field de Camino Millán, Montevideo |  |

| Integraciones |
| --- |
| Albion F. C.: Aphesteguy, Lagusci, Greppi, Nebel, Barlocco, Arralde, Cuadra, Céspedes, Acevedo, Perlata, Hernández.                       |
| River Plate F. C.: García, José Benincasa, Miguel Benincasa, Machiavello, Dellorrio, García, Módena, Pablo Dacal, Panizzi, Ribeyro, Ríos. |

Avanza de forma directa a la siguiente fase:  CURCC

### Segunda Ronda

#### Serie E
| 18 de julio de 1908 | Nacional               | 1:0 | Bristol | Gran Parque Central, Montevideo |                         |
|                     | José Pedro Urrestarazú |     |         | Árbitro(s): León Peyrou         | Árbitro(s): León Peyrou |

| Integraciones |
| --- |
| Nacional: Santiago Demarchi, Aníbal Zapicán Falco, Luis Carbone, Marcos Frommel, Eduardo Terra, Buenaventura Silva Ferrer, José Pedro Urrestarazú, Walter Friedrich, Alberto Canturi, Camilo Aps, Darío Parra. |
| Bristol F. C.: Cavallotti, Felfort, Formosa, Márquez, Elzaurdía, Delgado, D. Del Campo, A. Delgado, R. Elzaurdía, H. Del Campo, Lacueva.                                                                       |

#### Serie F
| 19 de julio de 1908 | Albion  | 1:1 | CURCC            | Gran Parque Central, Montevideo |                         |
|                     | Peralta |     | Felipe Canavessi | Árbitro(s): León Peyrou         | Árbitro(s): León Peyrou |

| Integraciones |
| --- |
| Albion F. C.: Aphesteguy, Lagusci, Regules, Nebel, Barlocco, Otro, Greppi, Céspedes, Acevedo, Peralta, Hernández.                                                                                  |
| CURCC: Leonard Crossley, Ángel Irisarri, Mario Devincenzi, Horacio Pietropinto, Eleuterio Pintos, Guillermo Manito, Pedro Zibecchi, Felipe Canavessi, Agustín Manito, I. Pereyra, José Piendibene. |

#### Desempate
| 26 de julio de 1908 | CURCC                             | 3:0 | Albion | Gran Parque Central, Montevideo |                         |
|                     | Agustín Manito · Felipe Canavessi |     |        | Árbitro(s): León Peyrou         | Árbitro(s): León Peyrou |

| Integraciones |
| --- |
| CURCC: Leonard Crossley, Mario Devincenzi, Ángel Irisarri, Guillermo Manito, Eleuterio Pintos, Alfredo Betucci, José Piendibene, Felipe Canavessi, Agustín Manito, I. Pereyra, Pedro Zibecchi. |
| Albion F. C.: Aphesteguy, Lagusci, Losada, Nebel, Barlocco, Arralde, Greppi, Acevedo, Otro, Peralta, Hernández.                                                                                |

Avanza de forma directa a la siguiente fase:  Montevideo Wanderers

### Semifinal
| 2 de agosto de 1908 | Montevideo Wanderers | 2:1 | CURCC          | Gran Parque Central, Montevideo |                         |
|                     | Sin datos            |     | Eugenio Mañana | Árbitro(s): León Peyrou         | Árbitro(s): León Peyrou |

| Integraciones |
| --- |
| M. Wanderers: Saporiti, Sierra, Bertone, Piñeyro, Branda, Parravicini, Raymonda, Rebagliatti, Gallinal, Marquizio, Zumarán.                                                                  |
| CURCC: Leonard Crossley, Alfredo Betucci, Ángel Irisarri, Guillermo Manito, Eleuterio Pintos, Ceferino Camacho, José Piendibene, Eugenio Mañana, Agustín Manito, I. Pereyra, Pedro Zibecchi. |

Avanza de forma directa a la siguiente fase:  Nacional

### Final
| 23 de agosto de 1908 | Montevideo Wanderers | 1:0 | Nacional | Gran Parque Central, Montevideo |                         |
|                      | Mullin               |     |          | Árbitro(s): León Peyrou         | Árbitro(s): León Peyrou |

| Integraciones |
| --- |
| M. Wanderers: Saporiti, Aphesteguy, Bertone, Parravicini, Branda, Piñeyro, Raymonda, Rebagliatti, Mullin, Marquizio, Zumarán. |
| Nacional: Demarchi, Falco, Frommel, González Suero, Carbone, Zuazú, Urrestarazú, Canturi, Aps, Zerbino, Nuñez.                |

|                            |
| Campeón                    |
| Montevideo Wanderers F. C. |
| 2º título                  |